# Jennifer Oeser
Jennifer Oeser, född den 29 november 1983 i Brunsbüttel i Västtyskland, är en friidrottare som tävlar i mångkamp.
Oeser deltog vid EM 2006 där hon blev fyra i sjukampen. Vid VM 2007 i Osaka slutade hon på sjunde plats efter en serie på 6 378 poäng. Hon deltog vidare vid Olympiska sommarspelen 2008 där hon blev elva.
Vid VM 2009 på hemmaplan i Berlin slutade Oeser tvåa bakom Jessica Ennis på det nya personliga rekordet 6 493 poäng.
Oeser tävlar för TSV Bayer 04 Leverkusen och jobbar som polis

## Personliga rekord
- Sjukamp - 6 493 poäng